# Pectinia
Pectinia is een geslacht van neteldieren uit de klasse van de Anthozoa (bloemdieren).

## Soorten
- Pectinia africana Veron, 2000
- Pectinia alcicornis (Saville-Kent, 1871)
- Pectinia crassa Ditlev, 2003
- Pectinia elongata (Rehberg, 1892)
- Pectinia lactuca (Pallas, 1766)
- Pectinia maxima (Moll & Best, 1984)
- Pectinia paeonia (Dana, 1846)
- Pectinia pygmaea Veron, 2000
- Pectinia teres Nemenzo & Montecillo, 1981